# Connie Hedegaard
Connie Hedegaard (1960. szeptember 15. –) dán politikus és közéleti személyiség, aki az Európai Bizottság éghajlatért felelős biztosa volt 2010. február 10. és 2014. november 1. között.
A 2009-es koppenhágai ENSZ klímakonferencia elnöke. 2007. november 27-től Anders Fogh Rasmussen harmadik kabinetjének éghajlati- és energiaügyi minisztere volt, ezt megelőzően 2004. augusztus 2. és 2007. november 23 között, ahogy Anders Fogh Rasmussen első és második kabineti ciklusa alatt, Lars Løkke Rasmussen kormányának környezetért felelős minisztereként tevékenykedett.
Dániában a Konzervatív Néppárt (DKF) és a dán parlament (Folketing) tagja volt 1984. január 10. és 1990. október 3 között. A 2005-ös dán parlamenti választások alkalmával szintén a Folketing tagjává választották.  Mielőtt miniszter lett, újságíróként dolgozott a DR, dán nemzeti rádióadónál.

## Prioritásai európai biztosként
Amint 2010. február 10-én elfoglalta új pozícióját az Európai Bizottságban, a 21. század egyik fő kihívásaként a klímaváltozás fontosságára hívta fel a figyelmet. Reményei szerint az ötéves ciklusának letelte után, Európa lesz a leginkább klímabarát régió a világon. A prioritásai közé tartozik az Európai Klíma és Energia Csomag végrehajtása, valamint folytatni kívánja a nagyratörő nemzetközi klíma egyezmény felé tett erőfeszítéseit.
Barroso elnök által kapott mandátuma a következő feladatokat irányozza elő az éghajlat politikáért felelős biztosnak:
- Az Európai Unió 2020-as stratégiájának elősegítése, azon belül is az üvegházhatást okozó gázok kibocsátásának csökkentése.
- Az üvegházhatást okozó gázok kibocsátási kereskedelmi rendszerének fejlesztése, végrehajtása és összekötése más szén- kereskedelmi rendszerekkel egy nemzetközi szénkereskedelmi piac kiépítésének érdekében.
- Elősegíteni az alacsony szénkibocsájtás fejlesztését és az ehhez tartozó technológiák alkalmazását, hogy egy erős tudományos és gazdasági alapot teremtsen az Európai Unió éghajlat politikájának.
- A klímaváltozás alkalmazásának fejlesztése az EU-n belül és más biztosokkal való közreműködés, hogy egy alkalmas klíma stratégiát mutasson be minden közösségi politikai területen.
- A klímaváltozás Fehér Könyvének kidolgozása és elősegíteni, hogy az összes politikai területen alkalmazzák.[8]

Connie Hedegaard a feladatai végrehajtása céljából újonnan létrehozta az Éghajlatért Felelős Általános Vezetőséget, melynek elődje a Környezetért Felelős Általános Vezetőség volt.

## Háttér
Connie Hedegaard irodalomból és történelemből szerzett mesterfokú diplomát. 1984 óta a Konzervatív Néppárt tagja és aktív kormányzati szereplő, ez idáig ő volt a Folketing legfiatalabb tagja, a dán parlamentbe történő megválasztásakor, ahol hat évet töltött el. 1990-ben otthagyta a politikát, hogy elkezdje újságírói karrierjét. Azután 14 éven keresztül dolgozott újságíróként a Berlingske Tidende című lapnál. A DR rádiós hírek vezetője és a Lapzárta műsorvezetője volt a dán TV-nél.
2004-ben tért vissza a politikai életbe, ő lett a dán környezetvédelmi miniszter. Egy évvel később az északi együttműködés miniszterévé nevezték ki. A 2007 novemberében lezajlott általános választások után megkapta az éghajlati- és energiaügyekért felelős miniszteri posztot. 2008 májusában, így nyilatkozott „Dánia képes megvalósítani a fenntartható gazdasági növekedést. Az északi régió hatalmas előrelépést tett a környezetbarát technológiák alkalmazásával, így nemsokára lehetséges lesz energiát elraktározni a megújuló energiaforrásokból, például a szélerőműkből, hogy a járművek tisztán ezzel a többlet energiával működjenek.”
A legutóbbi megbízása az ENSZ Klímakonferenciájának előkészítése és lebonyolítása volt 2009-ben Koppenhágában.

## Connie Hedegaard és Dánia energiapolitikája
2007 óta Connie Hedegaard kezeli Dánia energiapolitikáját. 2007 áprilisában egy a megújuló energiáról szóló akciótervet írtak alá Indiával. Jelentős szerepe volt a 2008-2011-es dán energiapolitika kidolgozásában, amivel a világ első állama lett ahol törvényben rögzítik a teljes energiacsökkentést, nemcsak az üvegházhatású gázok kibocsátását. A következő fogalmakat vezeti be:
- Energiatakarékosság: A cél, hogy a teljes energiafogyasztást a 2006-os szinthez képest 2%-kal csökkentsék 2011-ig, 2020-ig pedig 4%-kal.
- Megújuló energiák: Növelik a biomassza mennyiségét, a szélenergia használatot, valamint széles körű, éves anyagi támogatást nyújtanak a nap- és hullámenergia számára. A tervezet magában foglalt két 200MW nyílt tengeri szélfarmot, mely 2012-től már üzemel. Továbbá anyagi támogatás áll rendelkezésre az információs és osztályozási kampányoknak, hogy hő pumpás tűzhelyekkel váltsák fel az olajjal fűtött létesítményeket.
- Energiaadók: A széndioxid kibocsájtókat magasabb adókkal sújtják, és új adót vetnek ki a nitrogéndioxid kibocsájtókra is.
- Energia technológiák: Megduplázták az energia technológiák fejlesztésére fordítandó alapokat.
- Szállítás: Kiterjesztették az elektromos és hidrogén járművekre vonatkozó adó mentességet 2012-ig. 2010-ig a teljes szárazföldi közlekedésnek 5,75%-ban bioüzemanyagot kell használnia, 2020-ra ennek az aránynak 10%-ra kell nőnie az EU céljainak megfelelően.[14]

2012 márciusában történelmi energia egyezményt sikerült létrehozni Dániában, ami hatalmas lépés a 100%-ban megújuló energiaforrásokat használó 2050-ig megvalósítandó cél felé. A hosszútávú energia stratégia a villamos energiát, a fűtést, az ipart és a szállítást érint. A legfontosabb 2020-ig megvalósítandó célok:
- A végső energiafelhasználás 35%-a megújuló energia felhasználásával történjen.
- Az energiafogyasztás 50%-át szélenergiával kell megvalósítani.
- A bruttó energiafogyasztás 7,6%-kal történő csökkentése a 2010-es szinthez képest.
- Az üvegházhatású gázok kibocsátásának 34%-kal való csökkentése az 1990-es szinthez képest.[15]

## Fordítás
Ez a szócikk részben vagy egészben  a   Connie_Hedegaard című angol Wikipédia-szócikk ezen változatának fordításán alapul.  Az eredeti cikk szerkesztőit annak laptörténete sorolja fel. Ez a jelzés csupán a megfogalmazás eredetét és a szerzői jogokat jelzi, nem szolgál a cikkben szereplő információk forrásmegjelöléseként.